# Ratpenat nasofoliat fosc
El ratpenat nasofoliat fosc (Hipposideros ater) és una espècie de ratpenat de la família dels hiposidèrids. Viu a Austràlia, l'Índia, Indonèsia, Malàisia, Myanmar, Papua Nova Guinea, les Filipines, Sri Lanka i Tailàndia. El seu hàbitat natural són terres baixes dels boscos montans primaris i secundaris, més o menys associats amb la pedra calcària. No hi ha cap amenaça significativa per a la supervivència d'aquesta espècie, tot i que està afectada per l'alteració de les coves de maternitat.